# Hora da Guerra
Hora da Guerra é um livro, de publicação póstuma, que contém uma seleção de crônicas publicadas por Jorge Amado em sua coluna no jornal soteropolitano O Imparcial, entre os anos de 1942 e 1945. Alguns textos abordam diretamente acontecimentos relacionados à II Guerra Mundial. Outros, embora tratem de temas diversos, evidenciam a inafastável repercussão do conflito mundial sobre fatos domésticos.